# Schizocosa hebes
Schizocosa hebes este o specie de păianjeni din genul Schizocosa, familia Lycosidae. A fost descrisă pentru prima dată de O. P.-cambridge, 1885. Conform Catalogue of Life specia Schizocosa hebes nu are subspecii cunoscute.